# 信雅達
信雅達（Zenyatta、2004年4月1日出生），是美國出生及訓練的純種競賽馬匹，出賽20次取得19戰勝利的佳績，其中包括十三場一級賽冠軍，當中牠在2009年育馬者盃經典大賽擊敗一眾雄馬勝出賽事。

## 出賽前
此馬在2005年9月在堅蘭周歲拍賣會公開競投，被音樂製作人謝利·摩斯及安·摩斯夫婦以6萬美元成交。由於馬匹不斷出現一些小受傷，一直未能出賽，直到2007年11月在荷里活園馬場一場處女馬賽事上陣。以三歲馬而言，出道時間頗遲。

## 競賽生涯

### 2007及2008年
2007年11月22日在荷蘭活園的6.5化郎的處女馬賽事上陣，以3個馬位輕勝而回。12月22日在條件讓磅賽中打破了膠沙地場地紀錄時間取得2連勝。接著練馬師施懷富安排信雅達角逐分級賽，是2008年1月13日舉行的二級賽艾安辛奴錦標，牠在該賽事擊敗了一級賽冠軍Tough Tiz's Sis。接著在4月5日角逐奧克朗園馬場角逐蘋果花讓賽，首次由史文夫策騎，結果以4個半馬位輕勝而回。接著信雅達勝出美蘭迪讓賽以及虛榮讓賽。然後在德爾馬馬場勝出金文夏殊讓賽。9月27日在女性秘密錦標中，再次發揮後勁，以3個半馬位之差擊敗正於分級賽取得連勝的Hystericalady。
10月24日，信雅達出戰育馬者盃雌馬經典大賽，起步仍然留後，在直路展開後上，最後200碼已經取得領先優勢，取得9連勝。是繼1989年Personal Ensign後，首匹未嘗敗績的育馬者盃雌馬經典大賽冠軍。在翌年舉行的日蝕獎中，信雅達贏得最佳年長雌馬獎項，但在美國馬王中輸給機靈駿馬屈居亞軍。

### 2009年
信雅達在該年的賽事原定是5月1日舉行的路易斯威爾雌馬錦標，但是當日馬場狀態變得惡劣，練馬師決定退出賽事。信雅達以5月22日的美蘭迪讓賽，在落後十個馬位下，擊敗了同樣上後上跑法的同馬房Life Is Sweet勝出。然後在荷里活園的虛榮讓賽以兩個馬位之差勝出。8月9日在金文夏殊讓賽，信雅達在後上的時候形勢不利，遭到其他馬阻擋，但仍能突圍，最後經過相片的判斷後，信雅達僅以鼻位之差勝出Anabaa's Creation。10月10日在女性秘密錦標，在騎師史文夫一鞭未打之下取勝，與美國著名雌馬Personal Ensign同樣取得13連勝。
信雅達原先角逐育馬者盃雌馬經典大賽，但是在出賽前四天決定參加11月7日舉行的育馬者盃經典大賽，牠要面對一群雄馬交手，縱使面對愛爾蘭訓練的一級賽冠軍李伯大夢、貝蒙錦標冠軍夏日飛鳥等仍成為大熱門。起步後慣例留後，留在尾二的位置，直路後同樣抽外後上，約最後100碼，牠超越了建築大師，擊敗所有雄馬勝出育馬者盃經典大賽，練馬師首次贏得育馬者盃經典大賽，亦牠亦打破了Personal Ensign的紀錄。
11月29日練馬師施懷富宣佈信雅達，在荷里活園舉行長匹退役儀式。信雅達其後在美聯社頒發的年度最佳女性運動員排行第二，僅次於網球運動員。在第二年舉行的日蝕獎信雅達幾乎獨得評審一認定，贏得最佳年長雌馬，但在美國馬王輸給另一匹雌馬Rachel Alexandra屈居亞軍。

### 2010年
1月16日，練馬師施懷富宣佈取消退役，在翌日進行操練，其後信雅達被獲邀參加阿聯酋杜拜世界盃以及英國英皇錦標，但信雅達拒絕出賽。此外美國馬王Rachel Alexandra的練馬師艾蒙信宣佈在4月的蘋果花讓賽角逐，奧克朗園宣佈將該賽事的獎金由50萬美元增至500萬元，並由讓磅賽改為平磅賽。3月13日出戰聖馬加利塔邀請讓賽，信雅達以1個馬位勝出。同一天，Rachel Alexandra在費爾園角逐新奧爾良雌馬錦標中只能跑第二，艾蒙信認為Rachel Alexandra有傷在身，宣佈不讓Rachel Alexandra參加蘋果花讓賽，總獎金亦變為50萬。
4月9日，信雅達在蘋果花讓賽輕勝，取得16連勝，與美國名馬例證以及雪茄看齊。6月13日在虛榮讓賽中，與St Trinians單打獨鬥，最終以半個馬位之差勝出。取得17連勝，其連勝成績與香港馬王精英大師看齊，此外牠亦平了直布羅山國際一級賽七連勝的紀錄。8月7日金文夏殊錦標中，後上同樣遭到阻礙，再加上Rinterval力迫下，但仍能險勝對手，取得18連勝，打破直布羅山連勝國際一級賽的紀錄。
在10月2日，角逐女性秘密錦標，原先賽事改名為信雅達錦標，但由於馬匹繼續現役的關係，繼續使用原名，結果以半個馬位之差擊敗Switch。接著在最後一場賽事育馬者盃經典大賽爭取第20連勝，起步後來個大墮後，一度落後20個馬位，比賽來到最後挑戰率先帶出的問責，最終僅僅以鼻位負於對手，中止了連勝的紀錄。賽後宣佈退役。
在2011年1月17日舉行的日蝕獎中，以128票對102票擊敗問責成為美國馬王，此外牠亦奪得最佳年長雌馬的獎項。牠會在肯塔基州Lane's End牧場配種。

## 血統背景
父系街頭口號是1998年出生的馬匹，在兩歲及三歲已經活躍，但在四歲時是牠的全盛期，勝出杜拜世界盃等重要的一級賽。退役後在美國及澳洲配種，其他成功子嗣包括街頭感覺（肯塔基打吡）、Majsteic Roy（太陽戰車錦標）、誰與同行（考菲爾德堅尼）、勁震撼（墨爾本盃）等多匹一級賽的冠軍。母系Vertigineux，在1995年出生出賽七次在貝蒙園馬場勝出兩場草地賽事。其中半姊Balance頗為優異，在美國勝出三場雌馬一場賽的冠軍。

## 詳細賽績
| 日期       | 馬場     | 距離        | 級別 | 賽事名稱             | 負重（磅） | 騎師   | 名次/出馬 | 時間      | 與頭馬距離 | 冠軍（亞軍）          |
| ---------- | -------- | ----------- | ---- | -------------------- | ---------- | ------ | --------- | --------- | ---------- | --------------------- |
| 22/11/2007 | 荷里活園 | 膠沙6f      |      | 處女馬賽             | 122        | 科理斯 | 1/12      | 1:15.22   | 3          | （Carmel Coffee）     |
| 25/12/2007 | 荷里活園 | 膠沙1-1/16m |      | 條件讓磅賽           | 119        | 科理斯 | 1/7       | 1:40.97   | 3-1/2      | （Quite a Stormkat）  |
| 13/1/2008  | 聖雅尼塔 | 膠沙1-1/16m | GII  | 艾安辛奴錦標         | 116        | 科理斯 | 1/6       | 1:40.61   | 1-3/4      | （Tough Tiz's Sis）   |
| 5/4/2008   | 奧克朗園 | 泥1-1/16m   | GI   | 蘋果花讓賽           | 116        | 斯文夫 | 1/6       | 1:42.64   | 4-1/2      | （Brownie Points）    |
| 31/5/2008  | 荷里活園 | 膠沙1-1/16m | GII  | 米蘭迪讓賽           | 122        | 斯文夫 | 1/5       | 1:41.17   | 2-1/2      | （Santa Teresita）    |
| 5/7/2008   | 荷里活園 | 膠沙1-1/8m  | GI   | 虛榮讓賽             | 124        | 斯文夫 | 1/7       | 1:49.51   | 1/2        | （Tough Tiz's Sis）   |
| 2/8/2008   | 德爾瑪   | 膠沙1-1/16m | GII  | 金文夏殊讓賽         | 124        | 斯文夫 | 1/8       | 1:41.48   | 1          | （Model）             |
| 27/9/2008  | 聖雅尼塔 | 膠沙1-1/16m | GI   | 女性秘密讓賽         | 123        | 斯文夫 | 1/4       | 1:40.30   | 3-1/2      | （Hystericalady）     |
| 24/10/2008 | 聖雅尼塔 | 膠沙1-1/8m  | GI   | 育馬者盃雌馬經典大賽 | 126        | 斯文夫 | 1/8       | 1:46.85   | 1-1/2      | （Cocoa Beach）       |
| 23/5/2009  | 荷里活園 | 膠沙1-1/16m | GII  | 米蘭迪讓賽           | 126        | 斯文夫 | 1/6       | 1:42.30   | 1-3/4      | （Life Is Sweet）     |
| 27/6/2009  | 荷里活園 | 膠沙1-1/8m  | GI   | 虛榮讓賽             | 129        | 斯文夫 | 1/6       | 1:48.15   | 2-1/2      | （Briecat）           |
| 27/6/2009  | 荷里活園 | 膠沙1-1/8m  | GI   | 虛榮讓賽             | 129        | 斯文夫 | 1/6       | 1:48.15   | 2-1/2      | （Briecat）           |
| 9/8/2009   | 德爾瑪   | 膠沙1-1/16m | GI   | 金文夏殊讓賽         | 123        | 斯文夫 | 1/7       | 1:43.24   | 鼻位       | （Anabaa's Creation） |
| 10/10/2009 | 聖雅尼塔 | 膠沙1-1/16m | GI   | 女性秘密錦標         | 123        | 斯文夫 | 1/7       | 1:42.89   | 1-1/4      | （Lethal Heat）       |
| 7/11/2009  | 聖雅尼塔 | 膠沙1-1/4m  | GI   | 育馬者盃經典大賽     | 123        | 斯文夫 | 1/12      | 2:00.62   | 1          | （建築大師）          |
| 13/3/2010  | 聖雅尼塔 | 膠沙1-1/16m | GI   | 聖馬加利塔邀請讓賽   | 127        | 斯文夫 | 1/8       | 1.48.20   | 1-1/4      | （Dance to My Tune）  |
| 9/4/2010   | 奧克朗園 | 泥1-1/8m    | GI   | 蘋果花讓賽           | 123        | 斯文夫 | 1/5       | 1.50.71   | 4-1/4      | （Taptam）            |
| 13/6/2010  | 荷里活園 | 膠沙1-1/16m | GI   | 虛榮讓賽             | 129        | 斯文夫 | 1/6       | 1.49.01   | 1/2        | （St Trinians）       |
| 8/8/2010   | 德爾瑪   | 膠沙1-1/16m | GI   | 金文夏殊讓賽         | 123        | 斯文夫 | 1/6       | 1:45.03   | 馬頸       | （Rinterval）         |
| 10/10/2010 | 荷里活園 | 膠沙1-1/16m | GI   | 女性秘密錦標         | 123        | 斯文夫 | 1/5       | 1:42.97   | 1/2        | （Switch）            |
| 6/11/2009  | 邱吉爾園 | 泥1-1/4m    | GI   | 育馬者盃經典大賽     | 123        | 斯文夫 | 2/12      | (2.02.28) | 馬頭       | 問責                  |

## 外部連結
- 血統表 （页面存档备份，存于）
- equibase